# Starochorwacka korona
Starochorwacka korona, często również jest nazywana koroną Tomisława lub koroną Zwonimira. Pojęcie to nie odnosi się jedynie do przedmiotu, ale oznacza również niematerialną koronę i Królestwo Chorwacji jako państwo. Symbol ten był szczególnie ważny w XIX wieku w pobudzaniu chorwackiej świadomości narodowej. Stanowi jedną z 3 średniowiecznych chorwackich koron. 

Współczesny wizerunek korony

## Wczesne średniowiecze

### Wizerunek korony

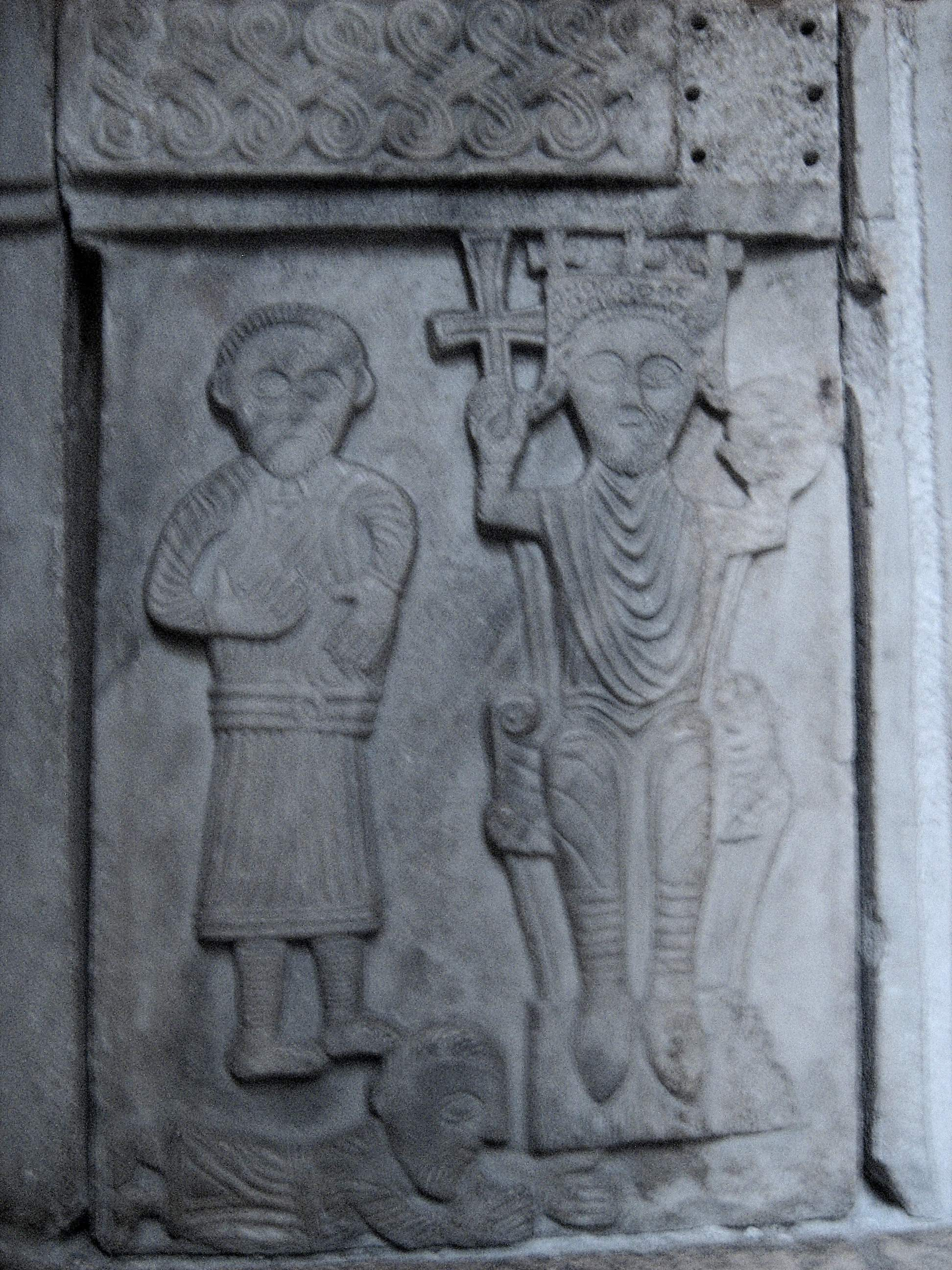
Fragment chrzcielnicy ze Splitu

W dawnej świątyni Jowisza, która później się stała baptysterium św. Jana, w Splicie znajduje się kamienna chrzcielnica złożona z 10 zdobionych tablic. Na jednej z nich, lekko uszkodzonej, pełniącej wcześniej funkcję balaski ołtarzowej,  znajduje się relief z charakterystycznym geometrycznym ornamentem (hr. pleter), na którym znajdują się 3 osoby. Wśród nich wyróżnia się jedna w szerokim płaszczu i z koroną na głowie. Siedzi na tronie bez oparcia, w lewej ręce trzymając królewskie jabłko, a w prawej krzyż.  Z jego prawej strony ukazano stojącego dygnitarza w przepasanej tunice. Pod stopami dygnitarza leży na brzuchu poddany z błagalnie złożonymi rękami. Szacuje się, że rzeźba została wykona pod koniec XI wieku, o czym może świadczyć charakterystyczna dla sztuki przedromańskiej płaskość postaci. Przypuszcza się, że pochodzi z Solina. 
Szczególną uwagę na objaśnienie tego reliefu zwraca Ivan Kukuljević Sakcinski w swojej pracy o królu Tomisławie z 1879 roku. Opisując wygląd samej tablicy, wysnuwa wniosek, że znajduje się na niej chorwacki władca, a korona, którą nosi na głowie to „chorwacka korona”. Autor zauważa, że korona przypomina bizantyjską, w jakiej ukazywano cesarza Justyniana, z tym że korona na reliefie posiada trzy krzyże, co charakteryzowało akurat frankijską koronę. A w porównaniu do bułgarskiej korony ta jest jednak wyższa i bardziej zdobiona. Tym uzasadnieniom sprzeciwił się w 1888 roku don Frane Bulić, wedle którego osoba na tronie przedstawia Jezusa Chrystusa. 
Przy okazji obchodów tysiąclecia Królestwa Chorwacji Ljubo Karaman wygłosił wykład, w którym poddał analizie tezę Kukuljevića i Bulića, podsumowując, że relief ukazuje chorwackiego króla, a korona ma kształt korony chorwackich władców. Według niego korona z reliefu przypomina koronę frankijskich władców z okresu panowania Karolingów. 
Vjekoslav Klaić przypuszczał, że postacią znajdującą się na reliefie może być król Tomisław, nazywając nawet swój artykuł „Korona króla Tomisława”. Jego argumentacji sprzeciwiali się późniejsi historycy. 

### Kwestia koronacji Tomisława

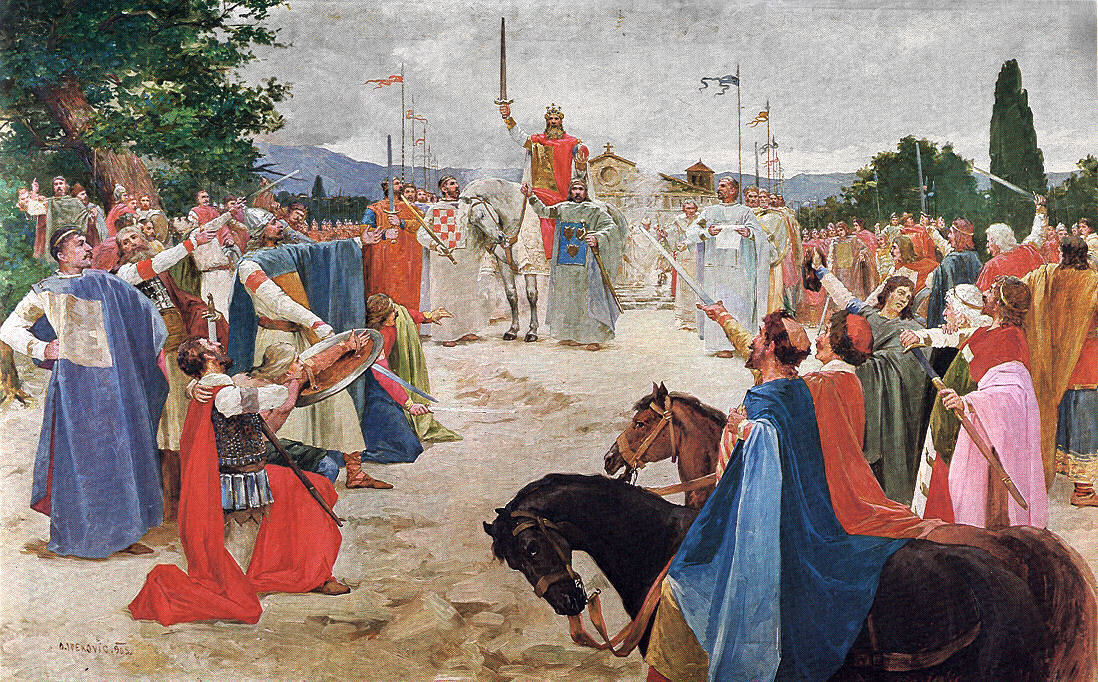
Oton Iveković: Koronacja króla Tomisława

Klaić, jak wcześniej Kukuljević Sakcinski, w swoich rozważaniach opierał się na Latopisie Popa Duklanina, w którym pojawia się wątek koronacji pewnego władcy. Kukuljević bez żadnych wyjaśnień utożsamia tegoż władcę z królem Tomisławem, chociaż w chorwackojęzycznej redakcji tego dzieła władca nosi imię Budimir. Również według Klaića Tomisław jest pierwszym chorwackim królem, którego uroczysta koronacja odbyła się  w miejscu Duvanjsko Polje. Natomiast Ferdo Šišić podtrzymywał, że Tomisław najpóźniej w 925 roku sam ogłosił się królem, czyniąc to na wzór bułgarskiego cara Symeona. Nowy tytuł Tomisława uznał papież Jan X, który zwraca się do niego per ‘rex’(pl. król), a nie jak wcześniej ‘dux’ (pl. książę). W katalogu arcybiskupów Splitu znalazł się fragment: „Arcybiskup Ivan był w 914 roku w wieku księcia Tomisława (lat. Tomislao duce)”. W liście papieża Jana X skierowanym do kleru Dalmacji o Tomisławie można było przeczytać: „ W czasie najświętszego papieża Jana X, gdy w regionie Chorwatów i ziemiami Dalmacji wkładał konsul król Tomisław” (lat. consultatu peragente in provincia Chroatorum et Dalmatiarum finibus Tomislao rege). Šišić również uważał, że niemożliwe jest, aby to papież wysłał koronę wraz z innymi insygniami królewskimi do Tomisława, nie zostawiając żadnych zapisów o jego koronacji. 
Nada Klaić na podstawie szczegółowych badań chorwackiego średniowiecza obaliła teorię o koronacji Tomisława w miejscu Duvanjsko Polje, wyszczególniając, że fakt, iż nazywanie kogoś  ‘rex’  przez papieża nie oznacza, że ten władca został rzeczywiście oficjalnie koronowany. Neven Budak zgadza się z tą tezą, twierdząc, że słowo to mogło zostać użyte jedynie w celu podniesienia rangi chorwackich władców, co rozpoczęło się przyznaniem tytułu „priceps” Muncimirowi. Wzrost pozycji Tomisława na arenie międzynarodowej był spowodowany jego sukcesami w walkach przeciw Węgrom i Bułgarom. Dlatego według Budaka, mimo że nie było oficjalnej koronacji, Chorwację zaczęto nazywać królestwem, a następców Tomisława królami, a ustrój państwowy przypomniał ten powszechny w innych królestwach. Ivo Goldstein również dowodzi, że w przypadku Tomisława nie można mówić o oficjalnej koronacji i pierwszym uwieńczonym władcą był Stefan Držislav. a formalnie koronowanym Zwonimir. 

### Koronacja Stefana Držislava
Stefan Držislav odziedziczył władzę po swoim ojcu Michale Krzesimirze II, któremu udało się wprowadzić ład i złagodzić nastroje w państwie po zabójstwie króla Mirosława. Stefan Držislav był w wyjątkowo dobrych stosunkach z Bizancjum, które pod jego władzę oddało bizantyjską Dalmację, wysyłając atrybuty królewskiej władzy. Zatem władcą znajdującym się na reliefie mógłby być Stefan Držislav, a korona darem otrzymanym od Bizancjum. 

### Koronacja Zwonimira

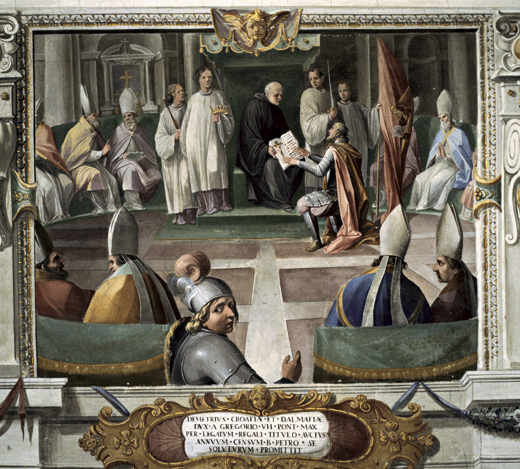
Koronacja króla Zwonimira, autor nieznany, 1611

Król Zwonimir (1075. – 1089.) był banem swojego poprzednika króla Piotra Krzesimira IV (1058. – 1075), który w sporze o inwestyturę zajął pozycję przeciw Henrykowi IV. Zwonimir również kontynuował jego politykę i poparł papieża Grzegorza VII, sprawując władzę jako jego wasal. Papież już 1076 roku posłał wysłannika opata Gebizzo, który 8 października w bazylice św. Piotra i Mojżesza, znanej jako Šuplja crkva, intronizował Zwonimira koroną doręczoną od papieża, który podarował również berło, miecz i flagę jako symbole najwyższej godności. W momencie koronacji, Zwonimir oddając się pod zwierzchnictwo papieża, ofiarował mu klasztor św. Grzegorza we Vrani, gdzie znajdowały się jeszcze „ dwie złote korony zdobione kamieniami szlachetnymi”. Tak też oprócz korony Zwonimira istniały dwie, jeszcze starsze korony królewskie. 
Możliwe jest zatem, że kamienna tablica znajdująca się w Splicie pochodzi z Solina i zawiera wizerunek króla Zwonimira i korony posłanej przez papieża Grzegorza VII. Po tym wydarzeniu nie ma więcej wspomnianych koronacji chorwackich władców. Istnieją ślady świadczące o tym, że insygnia królewskie, w tym koronę Zwonimira, w czasie anarchii nastałej po śmierci króla Stefana II, trafiły najprawdopodobniej pod opiekę arcybiskupa Splitu, a następnie przeora klasztoru we Vrani. 

## Chorwacka korona w państwie chorwacko-węgierskim

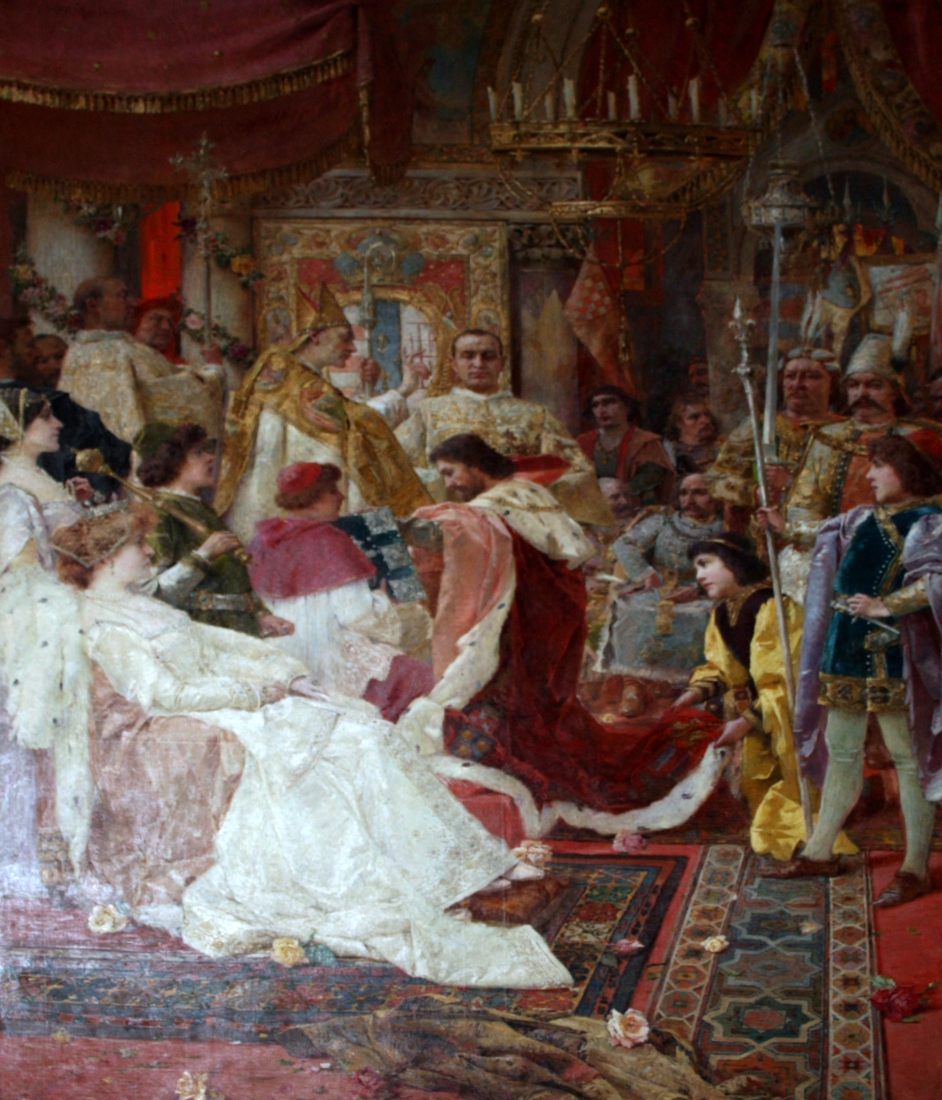
Celestin Medović: Koronacja Władysława na króla chorwacko-węgierskiego, 1403. rok

Po zawarciu unii personalnej w 1102 roku Koloman koronował się chorwacką koroną w Biogradzie. Jego następcy, przynajmniej na początku, przybywali do Biogradu, aby się tam odrębnie koronować koroną Królestwa Chorwacji. W 1124 Biograd został doszczętnie przez Republikę Wenecką, ale po tym wydarzeniu władcy do połowy XIII wieku koronowali się osobno na króla chorwackiego i na węgierskiego. Ten zwyczaj przerwał Bela IV, odchodząc od praktyki odrębnej koronacji na króla Chorwacji. Od tego momentu przez pewien czas w historii nie wspomina się o chorwackiej koronie.  Temat ten odżył na początku XVI wieku wraz z walkami dynastycznymi. Miasta Dalmacji i większość Chorwacji skupiło się wokół Władysława I, który na uroczyste zaproszenie przybył do Zadaru, gdzie 5 sierpnia 1403 roku w zadarskiej katedrze w obecności wojwody Hrvoja Vukčića Hrvatinića został koronowany na króla Chorwacji przez arcybiskupa Ivana Kanižaja. Nie wiadomo, jaką koroną został intronizowany, ale przypuszcza się, że była to właśnie korona Zwonimira, choć nie wyklucza się, że mogła to być korona z Vrani lub Splitu. Już na początku listopada 1403 roku władca uciekła do Neapolu, gdzie w 1409 sprzedał Dalmację Wenecji za sto tysięcy dukatów. Nie wiadomo, czy zabrał ze sobą koronę. To była ostatnia koronacja związana z Chorwacją, a potem nie wspomina się więcej o królewskiej koronie. 
Legenda o koronie chorwackiej koronie nabrała na znaczeniu w czasie, gdy chorwacka szlachta szukała sposobu na przeciwstawienie się węgierskim działaniom przejęcia całkowitej władzy nad Chorwacją. Elekcja w Cetin, za sprawą której do władzy doszedł władca z dynastii Habsburgów Ferdynand I, stanowił ewidentny przejaw wrogości do węgierskiej szlachty, na czele której stał Jan Zápolya. Wraz z wyzwoleniem Slawonii w czasie V wojny austriacko-tureckiej, temat zjednoczenia Chorwacji i korony królewskiej stał się obecny w społeczeństwie. 

## XIX wiek
W XIX wieku nastąpił szczególny rozwój legendy o królu Zwonimirze, co przyczyniło się do późniejszego tworzenia artystycznych wizualizacji jego korony, która potem ustąpiła umacniającej się  pozycji legendy o królu Tomisławie. Wkład w to miały działania Ivana Kukuljevića Sakcinskiego. W drugiej połowie XIX pojęcie korony Zwonimira odnosiło się do suwerenności Królestwa Chorwacji. W tym kontekście niematerialna korona chorwacka korona stała się tym, czym dla Węgrów korona św. Stefana, a dla Czechów korona Wacława. Tak też ziemie węgierskie nazywa się Krajami Korony św. Stefana, a czeskie - św. Wacława, gdyż w tym okresie korona (nawet niematerialna) oznaczała państwowość. W tym kontekście rozprawiał don Mihail Pavlinović w swoim dziele „Hrvatska misao (program)” z 1869:
„Pragniemy niepodległej Chorwacji, jako państwa i wspólnoty państwowej, jakkolwiek by było. Węgierską koronę uznajemy jako chorwacką koronę na tyle, na ile jest przez pewien zwyczaj połączona z koroną chorwacką dopóki noszą ją władcy z dynastii Habsbursko-Lotaryńskiej w roku 1527 dobrowolnie wybrani. Gdy ten ród wygaśnie, prawnie przestanie istnieć wspólnota tych koron, która rozdzieli się na dwie osobne korony. Dla Węgrów Stefana, dla Chorwatów Zwonimira. Jednak ta korona dziś nie jest tylko  węgierska dla Chorwacji, ale Chorwaci nazywają ją chorwacką, jak jest w rzeczywistości, korona nie jest też prawnie nazywana Stefana, lecz Stefana i Zwonimira, choć materialnie jest ona Stefana. Słowo „węgierska' stało się powszechne jako ogólna i krótsza forma, pod którą się pojmuje prawdziwe Węgry, jak i sprzymierzone Królestwo Chorwacji“.

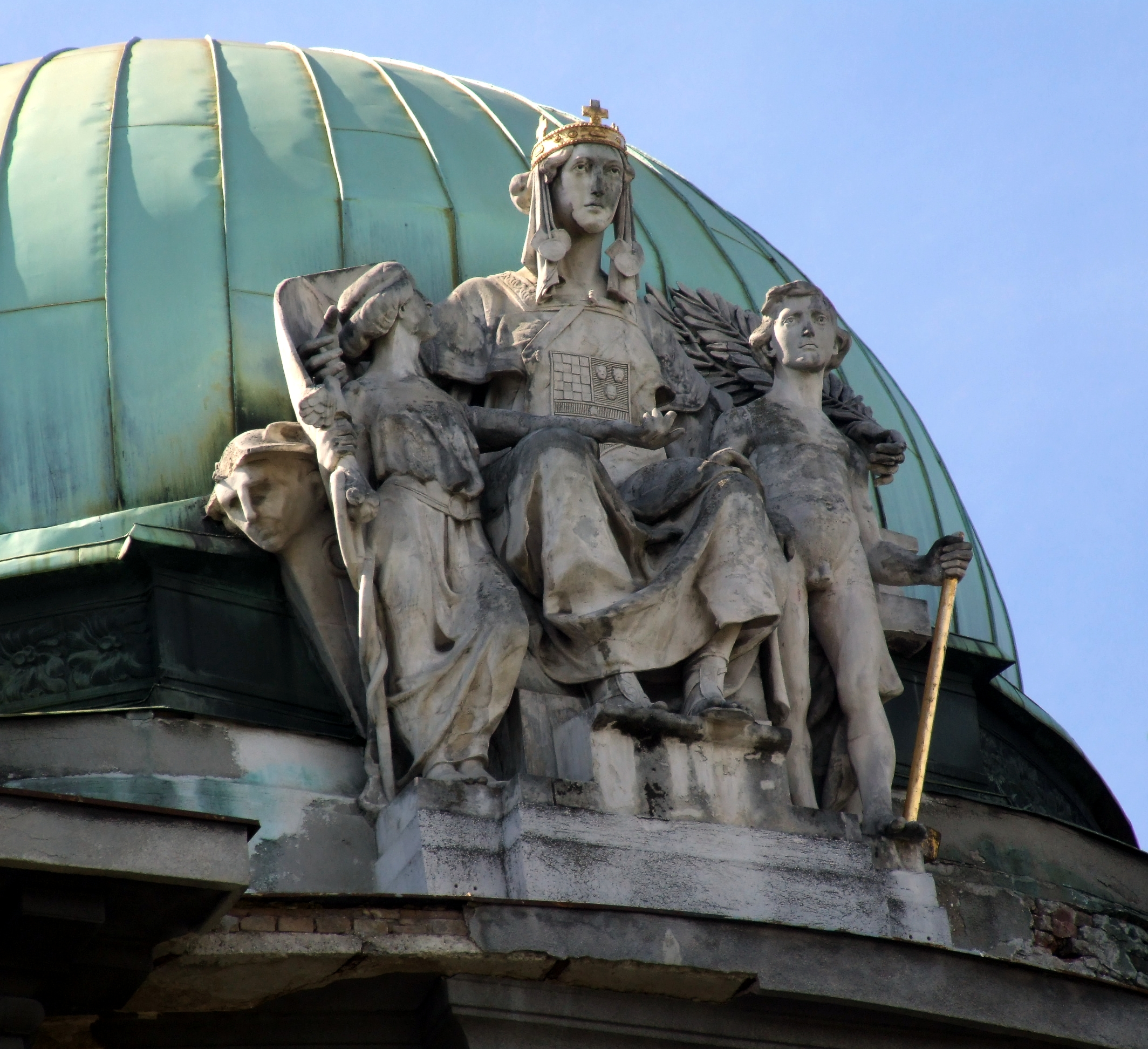
Rzeźba Rudolfa Valdeca na budynku Muzeum Etnograficznego w Zagrzebiu symbolizująca Trójjedyne Królestwo Chorwacji, Slawonii i Dalmacji z pozłacaną koroną Zwonimira na głowie

W roku 1876 upamiętniono 800 rocznicę koronacji Zwonimira. Z tej okazji August Šenoa napisał poemat „U spomen osamstogodišnjice krunidbe hrvatskoga kralja Dmitra Zvonimir“ (pl. „Na pamiątkę osiemsetnej rocznicy koronacji chorwackiego króla Diymitra Zwonimira“). Oprócz tego król Zwonimir i jego koronacja były popularnym motywem dla chorwackich malarzy, m.in.: Celestina Medovića, Josipa Franji Muckea, Ferdi Quiqereza. 

## Tysiąclecie Królestwa Chorwacji
Przygotowania rozpoczęto już w 1914, a w roku 1925 na terenach Chorwacji i Bośni i Hercegowiny (wtedy stanowiących ziemie Królestwa Jugosławii) uroczyście obchodzono tysiąclecie Królestwa Chorwacji, upamiętniając pierwsze pojawienie się tytułu królewskiego w odniesieniu do Tomisława w liście papieskim. Wtedy to mowa o starochorwackiej koronie, czy też koronie Tomisława zdobyła na symbolicznym znaczeniu. W 1925 roku złoty wydruk wizerunku korony ozdobił „ Zbornik kralja Tomislava”. Taka sama korona pojawiła się na głowach wszystkich chorwackich władców z czasów wczesnośredniowiecznego Królestwa Chorwacji ukazanych na plakacie drukowanym z okazji tysiąclecia. Korona ta pojawiała się na flagach organizacji Hrvatski sokol tworzonych w latach 20. XX wieku. Również herb na fladze, którą w 1928 roku podarował pewien chorwacki robotnik Chorwackiej Unii Braterskiej w Pittsburghu (hr. Hrvatska bratska zajednica), został przyozdobiony taką samą koroną.
Kiedy w 1934 roku obchodzono 250- lecie odsłonięcia rzeźby Matki Boskiej na ołtarzu w kościele Marija Bistrica, któremu towarzyszyły liczne pielgrzymki wiernych z Zagrzebia, pojawił się pomysł stworzenia nowych koron dla rzeźby. Pomysł ten szybko zrealizowano. 7 sierpnia 1935 roku, czyli dwa miesiące po wyborach do belgradzkiego Zgromadzenia Narodowego i czasie narastania antychorwackich nastrojów, arcybiskup Zagrzebia Anton Bauer i jego koadiutor Alojzy Stepinac  przewodzili uroczystej koronacji rzeźby Matki Boskiej w Mariji Bistrici koroną chorwackich królów, którą nazywali „koroną Tomisława i koroną Zvonimira”. 
W tej wielkiej uroczystości brał udział ogrom duchowieństwa i pieszych pielgrzymów ze stolicy. Korona, którą ukoronowano Matkę Boską i dzieciątko Jezus w jej ramionach, wykonana została na wzór tej znajdującej się na reliefie ze Splitu. 
Obrazy rzeźby w koronie Królestwa Chorwacji zagościły w wielu chorwackich domostwach, zwłaszcza po obchodach trzynastu stuleci chrześcijaństwa Chorwatów w 1984 roku.

## II wojna światowa

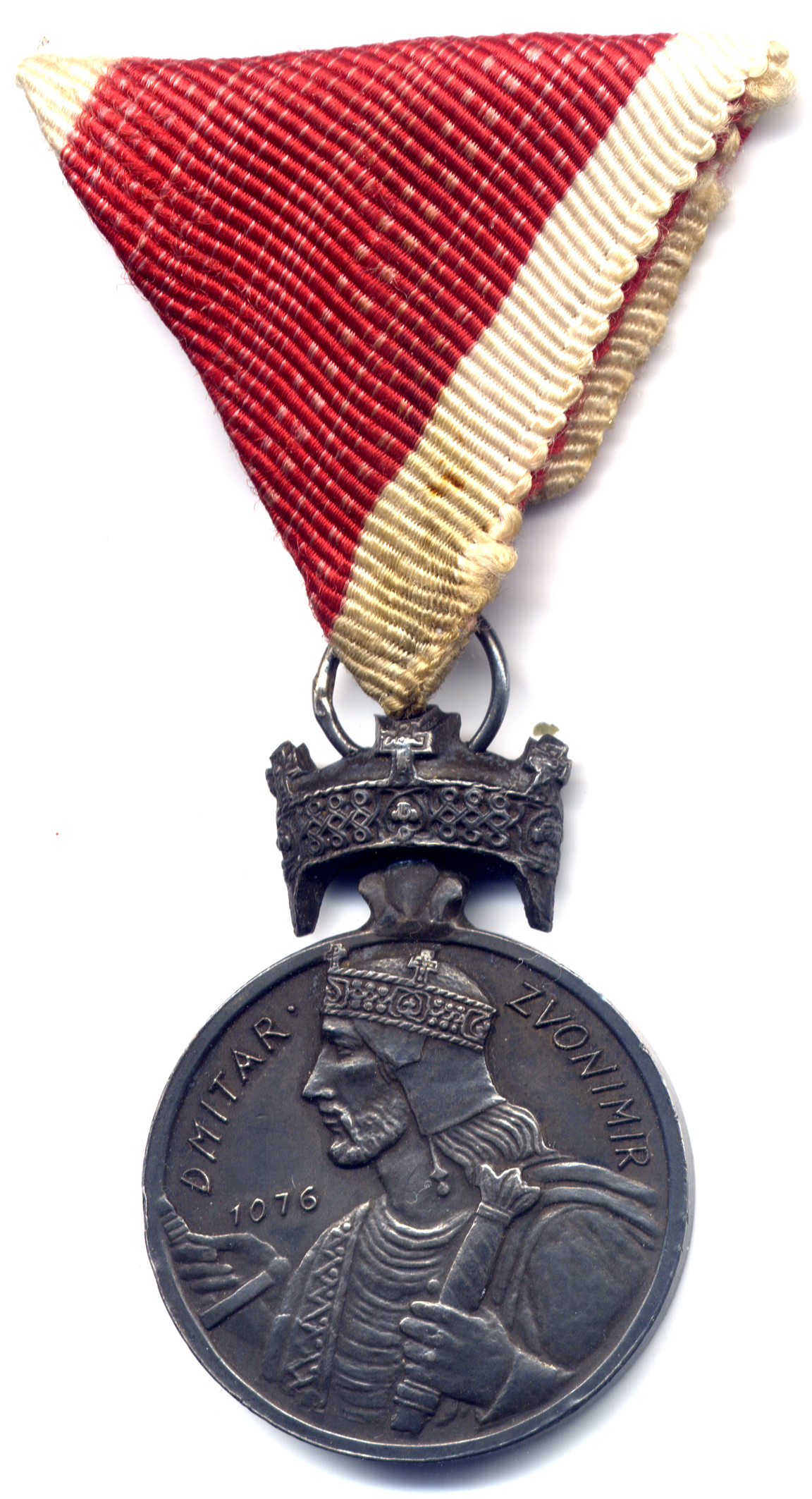
Kolajna Krune Kralja Zvonimira, odznaczenie NDH

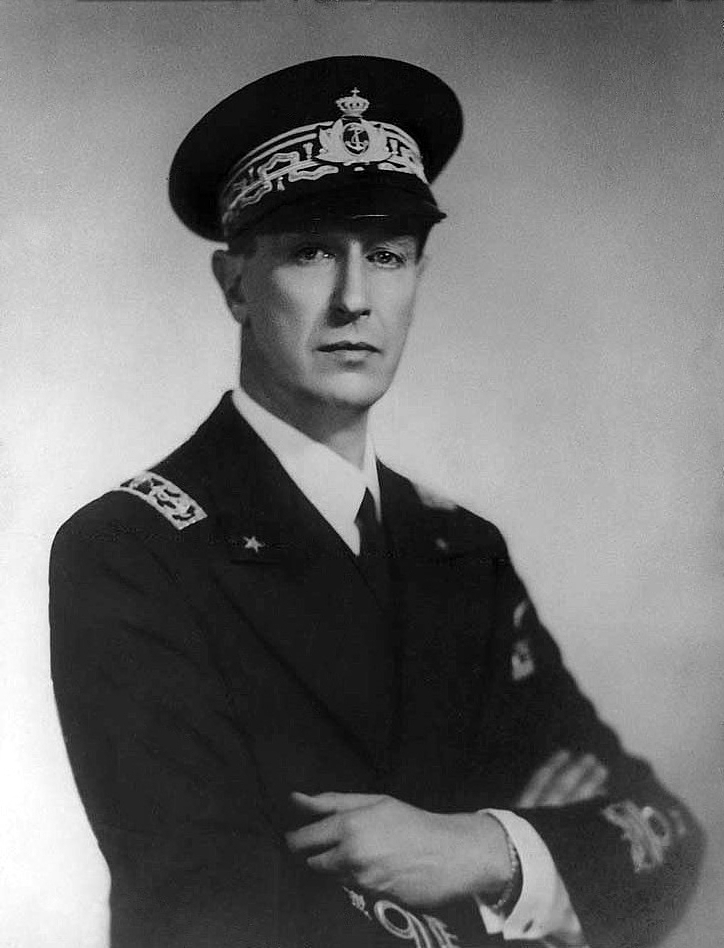
Tomisław II, w latach 1941-1943 król Chorwacji

Przez podpisanie trzech traktatów w Rzymie NDH miało się złączyć z Królestwem Włoch unią personalną.  18 maja 1941 roku podczas uroczystej ceremonii w Pałacu Kwirynalskim Ante Pavelić zażądał od króla Wiktora Emanuela III, aby wybrał na króla Chorwacji jednego z członków dynastii sabaudzkiej. Do tej roli wybrany został książę Aimone. Kwestię korony uregulowano w dokumencie „Zakonska odredba o Zvonimirovoj kruni”. Przed podpisaniem traktatów z Królestwem Włoch instytucja Poglavnika oznaczała suwerena, a później właściwość ta przeszła na koronę Zwonimira.  Korona ta prezentowała się jako złoty wieniec spleciony z charakterystycznych elementów: trolistu i pleteru, do którego przymocowany był nieco większy krzyż. Aimone otrzymał koronę wraz z innym atrybutem władzy: złotym jabłkiem. W momencie otrzymania tejże korony przyjął również imię: Tomisław II na cześć pierwszego chorwackiego króla Tomisława. Uroczysta koronacja miała odbyć się Tomislavogradzie, ale Aimoe odmówił przybycia do Chorwacji przez kryzys związany z kwestią Dalmacji. Odczuwał, że Dalmacja nigdy nie będzie włoska, a zawarte traktaty są wrogiem włosko-chorwackiej jedności. Kolejnym powodem było zagrożenie jego osobistego bezpieczeństwa. Nie miał on nigdy rzeczywistej zwierzchności nad ustaszowską władzą, która jego tytuł królewski przekształciła w nieznaczący symbol dawnego Królestwa Chorwacji. I chociaż Aimoe nigdy nie postawił nogi na chorwackich ziemiach, ale na mocy traktatów został królem Tomisławem II, a NDH oficjalnie stało się Królestwem Chorwacji. Tomisław II abdykował 20 sierpnia 1943 roku. Królestwo Włoch bezwarunkowo skapitulowało 8 września 1943 roku, a kolejnego dnia decyzją Ante Pavelića ( po konsultacji z Niemcami) traktaty straciły moc. 
W czasie istnienia NDH najwyższym oznaczeniem był Order Korony Króla Zwonimira (hr. Red krune kralja Zvonimira) a istniało też „Kolajna krune kralja Zvonimira”. Nie były to jedyne odznaczenia, na których pojawiała się korona Zwonimira. Flaga Lekkiej Brygady Transportowej (hr. Laki prijevozni zdrug) – chorwackiej jednostki wchodzącej w skład włoskiego wojska walczącej na froncie wschodnim, posiadała koronę Zwonimira nad chorwackim godłem. Wraz z upadkiem NDH w 1945 roku korona wyszła z użytku. 

## Od II wojny światowej do dziś
Pomnik króla Tomisława na koniu stworzony w 1935 roku przez Roberta Frangeša-Mihanovića, dziś znajdujący się w sercu miasta, nosi na głowie podobną koronę do tej ze słynnego reliefu. Chociaż odsłonięto go dopiero po II wojnie światowej w 1947, to postać z pomnika od razu po wykonaniu rzeźby pojawiła się w różnych publikacjach i na pocztówkach wydanych z okazji jego stworzenia. Również wykonano różne emblematy w wielu rozmiarach z samą głową Tomisława, jak i identyczny mały relief z brązu. 
Po przemianach demokratycznych po roku 1990 znowu w ikonografii pojawia się wizerunek starochorwackiej korony. Powrót do wykorzystywania tego symbolu związany jest z wojną domową, kiedy to pojawiła się na znakach niektórych oddziałów HVO i OSRH. Później korona staja się obecna na herbach dalmatyńskich miast związanych z Królestwem Chorwacji. W ten sposób chciano podkreślić, że to na ich terenach znajdowała się kolebka chorwackiego państwa i to tam rezydowali chorwaccy królowie. Po wojnie korona pojawiła się na herbie Knina, gdyż to tam na tronie zasiadał król Zvonimir i Biogradu będącego królewskim miastem. Herb pobliskiej miejscowości Vrana, funkcjonujący od 2011 roku, zawiera korona Zwonimira, aby przypominała ona o tym, że królewskie insygnia ( w tym najprawdopodobniej korona) były strzeżone w klasztorze benedyktynów do początku XV wieku. Jeśli chodzi o Bośnie i Hercegowinę, to korona królewska znajduje się na herbie Tomislavgradu, upamiętniając legendarną koronację Tomisława w miejscu Dunjsko Polje. Również na banknocie 500 kun znajduje się postać w koronie z reliefu.
Z powodu kręcenia serialu Hrvatski kraljevi (pl. Królowie chorwaccy) przez HRT, po raz pierwszy wiernie odwzorowano starochorwacką koronę, która później pojawia się w serialu. 
Pomimo częstego pojawiania się korona nie jest uważana za ogólnie przyjęty chorwacki symbol, jak godło, flaga i pleter. 

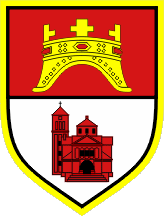
Herb Tomislavgradu

Herb żupani splicko-dalmatyńskiej